# Llista d'episodis d'Assassinats al nord
Aquesta llista conté els episodis de la sèrie de televisió alemanya de ficció criminal Assassinats al nord, ordenats per la primera emissió a Alemanya.

## Visió general
| Temporada | Nombre d'episodis | Primera emissió        | Primera emissió        |
| Temporada | Nombre d'episodis | Data d'inici           | Data de finalització   |
| --------- | ----------------- | ---------------------- | ---------------------- |
| 1         | 16                | 21 de febrer de 2012   | 19 de juny de 2012     |
| 2         | 16                | 2 d'abril de 2013      | 16 de juliol de 2013   |
| 3         | 16                | 18 de març de 2014     | 20 de gener de 2015    |
| 4         | 16                | 31 d'octubre de 2016   | 27 de febrer de 2017   |
| 5         | 16                | 9 d'abril de 2018      | 5 de novembre de 2018  |
| 6         | 16                | 23 de setembre de 2019 | 16 de novembre de 2020 |
| 7         | 16                | 23 de novembre de 2020 | 8 de març de 2021      |
| 8         | 16                | 10 de gener de 2022    | 2 de maig de 2022      |
| 9         | 12                | 30 de gener de 2023    | 24 d'abril de 2023     |
| 10        | 16                | 8 de gener de 2024     | 19 de maig de 2025     |
| 11        | 14                | 27 de gener de 2025    | 5 de maig de 2025      |
| 12        | 12                | 2026                   |                        |

## Episodis

### Temporada 1 (2012)
| Núm. total | Núm. de la temporada | Títol                              | Direcció       | Guió                            | Data d'emissió original | Data d'emissió a TV3   |
| ---------- | -------------------- | ---------------------------------- | -------------- | ------------------------------- | ----------------------- | ---------------------- |
| 1          | 1                    | «L'assassí del massapà»            | Esther Wenger  | Marie Reiners                   | 21 de febrer de 2012    | 1 d'octubre de 2023    |
| 2          | 2                    | «Un mort al carreró»               | Esther Wenger  | Marie Reiners                   | 28 de febrer de 2012    | 26 de novembre de 2023 |
| 3          | 3                    | «L'home de la llança»              | Esther Wenger  | Karen Beyer i Ulf Tschauder     | 6 de març de 2012       | 3 de desembre de 2023  |
| 4          | 4                    | «El viatge de negocis d'en Donner» | Esther Wenger  | Marie Reiners                   | 13 de març de 2012      | 10 de desembre de 2023 |
| 5          | 5                    | «La visita de la senyora»          | Edzard Onneken | Ralf Löhnhardt i Renate Martin  | 20 de març de 2012      | 27 de desembre de 2023 |
| 6          | 6                    | «Carn i ungla»                     | Edzard Onneken | Marie Reiners                   | 27 de març de 2012      | 28 de desembre de 2023 |
| 7          | 7                    | «Un peix anomenat Otto»            | Edzard Onneken | Anna Dokoupilova                | 3 d'abril de 2012       | 29 de desembre de 2023 |
| 8          | 8                    | «Perdre el cap»                    | Edzard Onneken | Sylke Lorenz                    | 10 d'abril de 2012      | 7 de gener de 2024     |
| 9          | 9                    | «El Xiuxiuador de dones»           | Dirk Pientka   | Alexander Rettig                | 17 d'abril de 2012      | 14 de gener de 2024    |
| 10         | 10                   | «Vedat de caça»                    | Dirk Pientka   | Anna Dokoupilova                | 24 d'abril de 2012      | 21 de gener de 2024    |
| 11         | 11                   | «L'olor de mort»                   | Dirk Pientka   | Renate Martin                   | 8 de maig de 2012       | 28 de gener de 2024    |
| 12         | 12                   | «Ocell de mal averany»             | Dirk Pientka   | Sylke Lorenz                    | 15 de maig de 2012      | 11 de febrer de 2024   |
| 13         | 13                   | «Cura mortal»                      | Dirk Pientka   | Matthias Herbert                | 22 de maig de 2012      | 18 de febrer de 2024   |
| 14         | 14                   | «Les aparences enganyen»           | John Delbridge | Jens Maria Merz i Claudia Römer | 29 de maig de 2012      | 25 de febrer de 2024   |
| 15         | 15                   | «Un taüt per a dos»                | John Delbridge | Rainer Butt                     | 5 de juny de 2012       | 3 de març de 2024      |
| 16         | 16                   | «La banya de Lübeck»               | John Delbridge | Marie Reiners                   | 19 de juny de 2012      | 10 de març de 2024     |

### Temporada 2 (2013)
| Núm. total | Núm. de la temporada | Títol                      | Direcció         | Guió                                | Data d'emissió original | Data d'emissió a TV3 |
| ---------- | -------------------- | -------------------------- | ---------------- | ----------------------------------- | ----------------------- | -------------------- |
| 17         | 1                    | «Des del penya-segat»      | Torsten Wacker   | Marie Reiners                       | 2 d'abril de 2013       | 17 de març de 2024   |
| 18         | 2                    | «Joc de bitlles»           | Oliver Dommenget | Sylke Lorenz                        | 2 d'abril de 2013       | 24 de març de 2024   |
| 19         | 3                    | «Riu avall»                | Torsten Wacker   | René Förder i Stephan Pächer        | 9 d'abril de 2013       | 29 de març de 2024   |
| 20         | 4                    | «Doble feina»              | Oliver Dommenget | Michael Gantenberg i Oliver Welter  | 16 d'abril de 2013      | 29 de març de 2024   |
| 21         | 5                    | «El tret per la culata»    | Till Franzen     | Marie Reiners                       | 23 d'abril de 2013      | 1 d'abril de 2024    |
| 22         | 6                    | «O l'un o l'altre»         | Till Franzen     | Claus-Michael Rohne                 | 7 de maig de 2013       | 1 d'abril de 2024    |
| 23         | 7                    | «Mort sota la palmera»     | Till Franzen     | Anna Dokoupilova                    | 14 de maig de 2013      | 7 d'abril de 2024    |
| 24         | 8                    | «La grossa»                | Till Franzen     | Stephan Pächer i René Förder        | 21 de maig de 2013      | 14 d'abril de 2024   |
| 25         | 9                    | «Ull per ull»              | Torsten Wacker   | Margret van Oepen                   | 28 de maig de 2013      | 21 d'abril de 2024   |
| 26         | 10                   | «Amb pèls i senyals»       | Torsten Wacker   | Claus-Michael Rohne                 | 4 de juny de 2013       | 28 d'abril de 2024   |
| 27         | 11                   | «La gallina dels ous d'or» | Torsten Wacker   | Anna Dokoupilova i Alexander Rettig | 11 de juny de 2013      | 5 de maig de 2024    |
| 28         | 12                   | «Transplantament de fetge» | Torsten Wacker   | Anna Dokoupilova                    | 18 de juny de 2013      | 19 de maig de 2024   |
| 29         | 13                   | «Desviament mortal»        | Dirk Pientka     | René Förder i Stephan Pächer        | 25 de juny de 2013      | 2 de juny de 2024    |
| 30         | 14                   | «Per la borda»             | Dirk Pientka     | Michael Gantenberg i Oliver Welter  | 2 de juliol de 2013     | 9 de juny de 2024    |
| 31         | 15                   | «El balanceig»             | Dirk Pientka     | Sylke Lorenz                        | 9 de juliol de 2013     | 23 de juny de 2024   |
| 32         | 16                   | «L'última rialla»          | Dirk Pientka     | Marie Reiners                       | 16 de juliol de 2013    | 7 de juliol de 2024  |

### Temporada 3 (2014-2015)
| Núm. total | Núm. de la temporada | Títol                    | Direcció          | Guió                        | Data d'emissió original | Data d'emissió a TV3   |
| ---------- | -------------------- | ------------------------ | ----------------- | --------------------------- | ----------------------- | ---------------------- |
| 33         | 1                    | «L'últim glop»           | Holger T. Schmidt | René Förder, Stephan Pächer | 18 de març de 2014      | 14 de juliol de 2024   |
| 34         | 2                    | «Caiguda mortal»         | Holger T. Schmidt | Marie Reiners               | 25 de març de 2014      | 4 d'agost de 2024      |
| 35         | 3                    | «Goldfinger»             | Holger Barthel    | René Förder, Stephan Pächer | 1 d'abril de 2014       | 10 d'agost de 2024     |
| 36         | 4                    | «A canvi de res»         | Holger Barthel    | Claus-Michael Rohne         | 8 d'abril de 2014       | 11 d'agost de 2024     |
| 37         | 5                    | «Ofrena floral»          | Torsten Wacker    | Anna Dokoupilova            | 15 d'abril de 2014      | 18 d'agost de 2024     |
| 38         | 6                    | «Trobada fatal»          | Torsten Wacker    | Christoph Benkelmann        | 22 d'abril de 2014      | 25 d'agost de 2024     |
| 39         | 7                    | «Una dolça venjança»     | Torsten Wacker    | Sylke Lorenz                | 29 d'abril de 2014      | 31 d'agost de 2024     |
| 40         | 8                    | «L'explosió»             | Torsten Wacker    | Marie Reiners               | 6 de maig de 2014       | 1 de setembre de 2024  |
| 41         | 9                    | «Fora de joc»            | Holger Schmidt    | René Förder, Stephan Pächer | 18 de novembre de 2014  | 6 de setembre de 2024  |
| 42         | 10                   | «El pistoler»            | Holger Schmidt    | Anna Dokoupilova            | 25 de novembre de 2014  | 7 de setembre de 2024  |
| 43         | 11                   | «Un despullat i un mort» | Holger Schmidt    | Marie Reiners               | 2 de desembre de 2014   | 8 de setembre de 2024  |
| 44         | 12                   | «Acció cívica»           | Holger Schmidt    | Christoph Benkelmann        | 9 de desembre de 2014   | 15 de setembre de 2024 |
| 45         | 13                   | «La parca assasina»      | Tom Zenker        | Marie Reiners               | 16 de desembre de 2014  | 22 de setembre de 2024 |
| 46         | 14                   | «Sopa de peix»           | Tom Zenker        | Anna Dokoupilova            | 6 de gener de 2015      | 29 de setembre de 2024 |
| 47         | 15                   | «L'illa del diable»      | Matthias Kopp     | René Förder, Stephan Pächer | 13 de gener de 2015     | 20 d'octubre de 2024   |
| 48         | 16                   | «Visió letal»            | Matthias Kopp     | Christiane Hagn             | 20 de gener de 2015     | 1 de novembre de 2024  |

### Temporada 4 (2016-2017)
| Núm. total | Núm. de la temporada | Títol                     | Direcció       | Guió                        | Data d'emissió original | Data d'emissió a TV3   |
| ---------- | -------------------- | ------------------------- | -------------- | --------------------------- | ----------------------- | ---------------------- |
| 49         | 1                    | «Desterrada»              | Holger Schmidt | Anna Dokoupilova            | 31 d'octubre de 2016    | 3 de novembre de 2024  |
| 50         | 2                    | «Dessagnat»               | Holger Schmidt | René Förder, Stephan Pächer | 7 de novembre de 2016   | 10 de novembre de 2024 |
| 51         | 3                    | «Tocar la corda sensible» | Holger Schmidt | Wolf Jakoby                 | 14 de novembre de 2016  | 24 de novembre de 2024 |
| 52         | 4                    | «Un secret ben amagat»    | Holger Schmidt | Christiane Hagn             | 21 de novembre de 2016  | 1 de desembre de 2024  |
| 53         | 5                    | «Al límit»                | Dirk Pientka   | René Förder, Stephan Pächer | 28 de novembre de 2016  | 12 de gener de 2025    |
| 54         | 6                    | «Nens congelats»          | Dirk Pientka   | Marie Reiners               | 5 de desembre de 2016   | 19 de gener de 2025    |
| 55         | 7                    | «Atrapada a la xarxa»     | Dirk Pientka   | Dina El-Nawab               | 12 de desembre de 2016  | 26 de gener de 2025    |
| 56         | 8                    | «Confiança letal»         | Dirk Pientka   | Susanne Beck, Thomas Eifler | 2 de gener de 2017      | 2 de febrer de 2025    |
| 57         | 9                    | «Un joc de distracció»    | Holger Schmidt | René Förder, Stephan Pächer | 9 de gener de 2017      | 9 de febrer de 2025    |
| 58         | 10                   | «Fills de la llum»        | Marcus Weiler  | Georg Hartmann              | 16 de gener de 2017     | 16 de febrer de 2025   |
| 59         | 11                   | «Angoixa»                 | Holger Schmidt | Marie Reiners               | 23 de gener de 2017     | 2 de març de 2025      |
| 60         | 12                   | «Curtcircuit»             | Holger Schmidt | Anna Dokoupilova            | 30 de gener de 2017     | 9 de març de 2025      |
| 61         | 13                   | «La Ventafocs»            | Holger Schmidt | Christiane Hagn             | 6 de febrer de 2017     | 16 de març de 2025     |
| 62         | 14                   | «Pura cobdícia»           | Marcus Weiler  | Anna Dokoupilova            | 13 de febrer de 2017    | 23 de març de 2025     |
| 63         | 15                   | «Odi»                     | Marcus Weiler  | Christiane Hagn             | 20 de febrer de 2017    | 30 de març de 2025     |
| 64         | 16                   | «La febre de l'ambre»     | Marcus Weiler  | René Förder, Stephan Pächer | 27 de febrer de 2017    | 5 d'abril de 2025      |

### Temporada 5 (2018)
| Núm. total | Núm. de la temporada | Títol                     | Direcció       | Guió                             | Data d'emissió original | Data d'emissió a TV3 |
| ---------- | -------------------- | ------------------------- | -------------- | -------------------------------- | ----------------------- | -------------------- |
| 65         | 1                    | «Amor cec»                | Marcus Weiler  | Christiane Hagn                  | 9 d'abril de 2018       | 12 d'abril de 2025   |
| 66         | 2                    | «Aigües tèrboles»         | Miko Zeuschner | Marie Reiners                    | 16 d'abril de 2018      | 13 d'abril de 2025   |
| 67         | 3                    | «Una segona oportunitat»  | Marcus Weiler  | Christiane Hagn                  | 23 d'abril de 2018      | 13 d'abril de 2025   |
| 68         | 4                    | «Còmplice del crim»       | Marcus Weiler  | Marie Reiners                    | 30 d'abril de 2018      | 19 d'abril de 2025   |
| 69         | 5                    | «La veritat al descobert» | Miko Zeuschner | Tanja Bubbel, Christine Thienelt | 7 de maig de 2018       | 4 de maig de 2025    |
| 70         | 6                    | «De tot cor»              | Marcus Weiler  | Andreas Kaufmann                 | 14 de maig de 2018      | 10 de maig de 2025   |
| 71         | 7                    | «Un nadó al soterrani»    | Miko Zeuschner | Anna Dokoupilova                 | 28 de maig de 2018      | 11 de maig de 2025   |
| 72         | 8                    | «Cap de turc»             | Holger Schmidt | Anna Dokoupilova                 | 4 de juny de 2018       | 17 de maig de 2025   |
| 73         | 9                    | «Mans guaridores»         | Miko Zeuschner | Tanja Bubbel, Christine Thienelt | 17 de setembre de 2018  | 25 de maig de 2025   |
| 74         | 10                   | «Caçar i collir»          | Holger Schmidt | Marie Reiners                    | 24 de setembre de 2018  | 31 de maig de 2025   |
| 75         | 11                   | «L'últim petó»            | Holger Schmidt | Christiane Hagn                  | 1 d'octubre de 2018     | 15 de juny de 2025   |
| 76         | 12                   | «La Bella dorment»        | Dirk Pientka   | Christiane Hagn                  | 8 d'octubre de 2018     | 21 de juny de 2025   |
| 77         | 13                   | «La mort no és el final»  | Holger Schmidt | René Förder, Stephan Pächer      | 15 d'octubre de 2018    | 22 de juny de 2025   |
| 78         | 14                   | «Després de la mort»      | Dirk Pientka   | René Förder, Stephan Pächer      | 22 d'octubre de 2018    | 23 de juny de 2025   |
| 79         | 15                   | «En l'adversitat»         | Dirk Pientka   | Tanja Bubbel                     | 29 d'octubre de 2018    | 28 de juny de 2025   |
| 80         | 16                   | «Amnèsia»                 | Dirk Pientka   | Andreas Kaufmann                 | 5 de novembre de 2018   | 29 de juny de 2025   |

### Temporada 6 (2019-2020)
| Núm. total | Núm. de la temporada | Títol                       | Direcció           | Guió                              | Data d'emissió original | Data d'emissió a TV3 |
| ---------- | -------------------- | --------------------------- | ------------------ | --------------------------------- | ----------------------- | -------------------- |
| 81         | 1                    | «La filla perduda»          | Michi Riebl        | Tanja Bubbel i Christine Thienelt | 23 de setembre de 2019  | 5 de juliol de 2025  |
| 82         | 2                    | «Altruista»                 | Michi Riebl        | Anna Dokoupilova                  | 30 de setembre de 2019  | 6 de juliol de 2025  |
| 83         | 3                    | «No m'oblidis»              | Michi Riebl        | Christiane Hagn                   | 7 d'octubre de 2019     | 12 de juliol de 2025 |
| 84         | 4                    | «La dosi equivocada»        | Holger Schmidt     | Rolf Gade van Boxen               | 14 d'octubre de 2019    | 13 de juliol de 2025 |
| 85         | 5                    | «Jugant a casetes»          | Michi Riebl        | René Förder i Stephan Pächer      | 21 d'octubre de 2019    | 19 de juliol de 2025 |
| 86         | 6                    | «Qui sembra odi»            | Holger Schmidt     | Anna Dokoupilova                  | 28 d'octubre de 2019    | 20 de juliol de 2025 |
| 87         | 7                    | «Enxampada»                 | Holger Schmidt     | Daniel Douglas Wissmann           | 4 de novembre de 2019   | 21 de juliol de 2025 |
| 88         | 8                    | «Baralla a la classe»       | Christoph Eichhorn | Peter Dommaschk i Ralf Leuther    | 11 de novembre de 2019  | 22 de juliol de 2025 |
| 89         | 9                    | «Sota la pell»              | Holger Schmidt     | Andreas Kaufmann                  | 18 de novembre de 2019  | 22 de juliol de 2025 |
| 90         | 10                   | «A tota velocitat»          | Christoph Eichhorn | Christiane Hagn                   | 25 de novembre de 2019  | 23 de juliol de 2025 |
| 91         | 11                   | «L'última nit de la Leonie» | Christoph Eichhorn | Marie Reiners                     | 2 de desembre de 2019   | 23 de juliol de 2025 |
| 92         | 12                   | «Per amor»                  | Christoph Eichhorn | Tanja Bubbel i Christine Thienelt | 9 de desembre de 2019   | 24 de juliol de 2025 |
| 93         | 13                   | «El cor trencat»            | Dirk Pientka       | Anna Dokoupilova                  | 16 de desembre de 2019  | 24 de juliol de 2025 |
| 94         | 14                   | «Entre la vida i la mort»   | Dirk Pientka       | René Förder i Stephan Pächer      | 2 de novembre de 2020   | 25 de juliol de 2025 |
| 95         | 15                   | «Dibuixant la mort»         | Dirk Pientka       | Daniel Douglas Wiessmann          | 9 de novembre de 2020   | 25 de juliol de 2025 |
| 96         | 16                   | «Parcial»                   | Dirk Pientka       | Christiane Hagn                   | 16 de novembre de 2020  | 26 de juliol de 2025 |

### Temporada 7 (2020-2021)
| Núm. total | Núm. de la temporada | Títol                     | Direcció           | Guió                                | Data d'emissió original | Data d'emissió a TV3 |
| ---------- | -------------------- | ------------------------- | ------------------ | ----------------------------------- | ----------------------- | -------------------- |
| 97         | 1                    | «Ni per tot l'or del món» | Michi Riebl        | Michael Ehnert i Rafael Solá Ferrer | 23 de novembre de 2020  | 26 de juliol de 2025 |
| 98         | 2                    | «Romeu i Julieta»         | Michi Riebl        | Marie Reiners                       | 30 de novembre de 2020  | 27 de juliol de 2025 |
| 99         | 3                    | «De casa bona»            | Michi Riebl        | Christine Thienelt                  | 7 de desembre de 2020   | 27 de juliol de 2025 |
| 100        | 4                    | «Fet i amagar»            | Christoph Eichhorn | Anna Dokoupilova                    | 14 de desembre de 2020  | 28 de juliol de 2025 |
| 101        | 5                    | «Asfíxia»                 | Michi Riebl        | Anna Dokoupilova                    | 21 de desembre de 2020  | 28 de juliol de 2025 |
| 102        | 6                    | «La confessió»            | Christoph Eichhorn | Christiane Hagn                     | 28 de desembre de 2020  | 29 de juliol de 2025 |
| 103        | 7                    | «Diva»                    | Christoph Eichhorn | Peter Dommaschk i Ralf Leuther      | 4 de gener de 2021      | 30 de juliol de 2025 |
| 104        | 8                    | «La guerra de les roses»  | Dirk Pientka       | Arne Laser                          | 11 de gener de 2021     | 31 de juliol de 2025 |
| 105        | 9                    | «Víctima»                 | Christoph Eichhorn | Hubert Eckert                       | 18 de gener de 2021     | 31 de juliol de 2025 |
| 106        | 10                   | «Crim i càstig»           | Dirk Pientka       | Daniel Wissmann                     | 25 de gener de 2021     | 1 d'agost de 2025    |
| 107        | 11                   | «Caiguda lliure»          | Dirk Pientka       | René Förder i Stephan Pächer        | 1 de febrer de 2021     | 1 d'agost de 2025    |
| 108        | 12                   | «Directe al cor»          | Dirk Pientka       | Christiane Hagn                     | 8 de febrer de 2021     | 2 d'agost de 2025    |
| 109        | 13                   | «Coses de la vida»        | Holger Schmidt     | Tanja Bubbel i Christine Thienelt   | 15 de febrer de 2021    | 3 d'agost de 2025    |
| 110        | 14                   | «Fallida»                 | Holger Schmidt     | Claudia Römer                       | 22 de febrer de 2021    | 3 d'agost de 2025    |
| 111        | 15                   | «L'antiga llar»           | Holger Schmidt     | Michael Tack                        | 1 de març de 2021       | 4 d'agost de 2025    |
| 112        | 16                   | «Suspès»                  | Holger Schmidt     | Christiane Hagn                     | 8 de març de 2021       | 4 d'agost de 2025    |

### Temporada 8 (2022)
| Núm. total | Núm. de la temporada | Títol                     | Direcció           | Guió                               | Data d'emissió original | Data d'emissió a TV3 |
| ---------- | -------------------- | ------------------------- | ------------------ | ---------------------------------- | ----------------------- | -------------------- |
| 113        | 1                    | «El llop»                 | Holger Schmidt     | Anna Dokoupilova                   | 10 de gener de 2022     | 5 d'agost de 2025    |
| 114        | 2                    | «Un cop de més»           | Holger Schmidt     | René Förder                        | 17 de gener de 2022     | 5 d'agost de 2025    |
| 115        | 3                    | «Sobredosi»               | Holger Schmidt     | Christiane Rosseau                 | 24 de gener de 2022     | 6 d'agost de 2025    |
| 116        | 4                    | «El príncep blau»         | Holger Schmidt     | Hubert Eckart                      | 31 de gener de 2022     | 6 d'agost de 2025    |
| 117        | 5                    | «El secret d'en Benny»    | Christoph Eichhorn | Tanja Bubel i Christine Thielet    | 7 de febrer de 2022     | 7 d'agost de 2025    |
| 118        | 6                    | «Una herència complicada» | Christoph Eichhorn | Daniel Wissmann                    | 14 de febrer de 2022    | 7 d'agost de 2025    |
| 119        | 7                    | «Estima'm»                | Christoph Eichhorn | Christiane Rosseau                 | 21 de febrer de 2022    | 8 d'agost de 2025    |
| 120        | 8                    | «Ungles afilades»         | Christoph Eichhorn | Sebastian Andrae                   | 28 de febrer de 2022    | 9 d'agost de 2025    |
| 121        | 9                    | «Mentides per amor»       | Christoph Eichhorn | Stephan Wuschansky                 | 7 de març de 2022       | 9 d'agost de 2025    |
| 122        | 10                   | «Un examen difícil»       | Michi Riebl        | Hans Koch                          | 14 de març de 2022      | 11 d'agost de 2025   |
| 123        | 11                   | «Prova de maduresa»       | Michi Riebl        | Anna Dokoupilova                   | 21 de març de 2022      | 11 d'agost de 2025   |
| 124        | 12                   | «Un joc pèrfid»           | Michi Riebl        | Claudia Römer                      | 28 de març de 2022      | 12 d'agost de 2025   |
| 125        | 13                   | «El conflicte del radar»  | Tanja Roitzheim    | Jan Hinrik Drevs                   | 4 d'abril de 2022       | 12 d'agost de 2025   |
| 126        | 14                   | «Millors amics»           | Tanja Roitzheim    | Hubert Eckart                      | 11 d'abril de 2022      | 13 d'agost de 2025   |
| 127        | 15                   | «Vineta»                  | Tanja Roitzheim    | Martin Wagenpfeil i Manuela Kugler | 25 d'abril de 2022      | 13 d'agost de 2025   |
| 128        | 16                   | «Càrrega mortal»          | Tanja Roitzheim    | Anna Dokoupilova                   | 2 de maig de 2022       | 14 d'agost de 2025   |

### Temporada 9 (2023)
El 19 de juliol de 2021, l'ARD va encarregar una nova entrega de 12 episodis, l'emissió del qual va començar el 6 de febrer de 2023.
| Núm. total | Núm. de la temporada | Títol                | Direcció           | Guió                         | Data d'emissió original | Data d'emissió a TV3 |
| ---------- | -------------------- | -------------------- | ------------------ | ---------------------------- | ----------------------- | -------------------- |
| 129        | 1                    | «Blutsbande»         | Almut Getto        | Christine Thienelt           | 30 de gener de 2023     | Sense anunciar       |
| 130        | 2                    | «Blutspur»           | Christoph Eichhorn | Anna Dokoupilova             | 6 de febrer de 2023     | Sense anunciar       |
| 131        | 3                    | «Nur eine Dummheit»  | Almut Getto        | Stefan Wuschansky            | 13 de febrer de 2023    | Sense anunciar       |
| 132        | 4                    | «Das schwarze Bild»  | Almut Getto        | Douglas Wissmann             | 20 de febrer de 2023    | Sense anunciar       |
| 133        | 5                    | «Tiefer Fall»        | Christoph Eichhorn | René Förder i Stephan Lacher | 27 de febrer de 2023    | Sense anunciar       |
| 134        | 6                    | «Kleiner Bruder»     | Dirk Pientka       | Anna Dokoupilova             | 6 de març de 2023       | Sense anunciar       |
| 135        | 7                    | «Unter Strom»        | Christoph Eichhorn | Axel Hildebrand              | 13 de març de 2023      | Sense anunciar       |
| 136        | 8                    | «Harte Kerle»        | Almut Getto        | Jan Hinrik Drevs             | 20 de març de 2023      | Sense anunciar       |
| 137        | 9                    | «Das perfekte Opfer» | Dirk Pientka       | Christiane Rosseau           | 27 de març de 2023      | Sense anunciar       |
| 138        | 10                   | «Gestohlenes Glück»  | Dirk Pientka       | Rène Förder i Stephan Pächer | 3 d'abril de 2023       | Sense anunciar       |
| 139        | 11                   | «Abgetaucht»         | Christoph Eichhorn | Christiane Rosseau           | 17 d'abril de 2023      | Sense anunciar       |
| 140        | 12                   | «Entführt»           | Dirk Pientka       | Hubert Eckert                | 24 d'abril de 2023      | Sense anunciar       |